# CS Gloria CTP Arad
El CS Gloria Arad fue un equipo de fútbol de Rumania que alguna vez jugó en la Liga I, la primera división de fútbol en el país.

## Historia
Fue fundado el 24 de agosto de 1913 en la ciudad de Arad, Rumania. En 1922 se fusiona con el CFR Arad para crear al Gloria CFR Arad.
En 1923 supera por primera vez la fase regional y clasifica a la fase final de la Liga I, en donde pierde en cuartos de final ante el Chinezul Timişoara. En 1929 repite vuelve a clasificar a la fase nacional y vuelve a llegar a los cuartos de final, don es eliminado esta vez por el Banatul Timişoara.
La mejor participación del club antes de que desapareciera la fase regional fue en 1930 donde llegó a la final de la Liga I en la que pierde ante el FC Juventus Bucarest.
En 1932 el club formó parte de la Liga I hasta que la temporada fue interrumpida a causa de la Primera Guerra Mundial, y formó parte de la liga en todos los años de la década de los 30s excepto la temporada 1939/40. Al terminar la Primera Guerra Mundial formó parte de la Liga II por dos temporadas, pero después de 1948 el nombre del club desaparece completamente.
En 1969 el club es refundado como un club de la Liga IV del distrito de Arad y obtiene el ascenso a la Liga III, donde permanece hasta 1978 cuando desciende a la Liga IV.
En 2010 el club cambia su nombre por el de Gloria CTP Arad y asciende a la Liga III, en la cual no permanece mucho tiempo ya que desciende a la Liga IV en 2012, donde permanece por dos temporada hasta que desaparece definitivamente en 2014.
El club milita por 8 temporadas en la Liga I en donde disputó 156 partidos, de los cuales ganó 59, empató 31 y perdió 66, anotó296 goles y recibió 332 para ubicarse entre los mejores 50 equipos de la máxima categoría.

## Jugadores

### Jugadores destacados
- Bogdan Toc
- Dan Galdean
- Viorel Trif